# Martin Seymour-Smith
Martin Seymour-Smith (Londres, 24 d'abril de 1928 - Bexhill-on-Sea, East Sussex, 1 de juliol de 1998) va ser un crític anglès, conegut sobretot pels comentaris sobre Shakespeare i els manuals divulgatius The Guide to Modern World Literature i The 100 Most Influential Books Ever Written (Els 100 llibres més influents que s’han escrit mai). En aquests llibres i les ressenyes establia connexions entre literatures de diferents llengües i sobretot defensava autors que al seu criteri no havien rebut l'atenció merescuda. Va publicar també diversos poemaris.